# Aubermesnil-aux-Érables
Aubermesnil-aux-Érables is een gemeente in het Franse departement Seine-Maritime (regio Normandië) en telt 226 inwoners (2004). De plaats maakt deel uit van het arrondissement Dieppe.

## Geografie
De oppervlakte van Aubermesnil-aux-Érables bedraagt 8,3 km², de bevolkingsdichtheid is 27,2 inwoners per km².
De onderstaande kaart toont de ligging van Aubermesnil-aux-Érables met de belangrijkste infrastructuur en aangrenzende gemeenten.

## Demografie
Onderstaande figuur toont het verloop van het inwonertal (bron: INSEE-tellingen).

1. ↑  Populations de référence 2022.